# Volodímir Saldo
Volodímir Vasilovich Saldo (en ucraniano: Володимир Васильович Сальдо, en ruso: Владимир Васильевич Сальдо, romanizado: Vladimir Vasilyevich Saldo; nacido el 12 de junio de 1956) es un político ucraniano prorruso que se ha desempeñado como jefe de la administración militar-civil de Jersón en la Ucrania ocupada por Rusia desde el 26 de abril de 2022.

## Biografía
Saldo nació el 12 de junio de 1956 en la ciudad de Zhovtneve, en el óblast de Nicolaiev, República Socialista Soviética de Ucrania, Unión Soviética. En 1978 se licenció en construcción industrial y civil en el Instituto de Minas de Kryvyi Rih. Se especializó como ingeniero civil y se doctoró en economía en 2008. De 1978 a 2001, trabajó como ingeniero y jefe de departamentos de instalación en la planta de Khersonpromstroy.

## Carrera política
Saldo fue elegido miembro del Ayuntamiento de Jersón en 1998 y sirvió hasta 2002. En 2001, se unió al Partido de las Regiones y fue nombrado jefe de su rama en el Óblast de Jersón.
En 2001, fue nombrado vicegobernador del óblast de Jersón, a cargo de la construcción, la vivienda y los servicios comunales, y se desempeñó hasta 2002.
Saldo fue elegido alcalde de la ciudad de Jersón en 2002 y reelegido en 2006 y 2010, sirviendo hasta 2012. En 2006, fue nombrado jefe de la rama del Partido de las Regiones en la ciudad de Jersón. La Asociación para la Reintegración de Crimea informó después de la invasión rusa de Ucrania en marzo de 2022 que la alcaldía de diez años de Saldo fue una "época de total malversación y corrupción que enredó todas las esferas de la vida de la ciudad, a veces escándalos grandiosos".

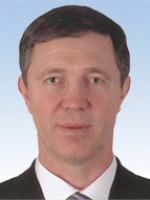
Retrato de Saldo como miembro de la Verkhovna Rada

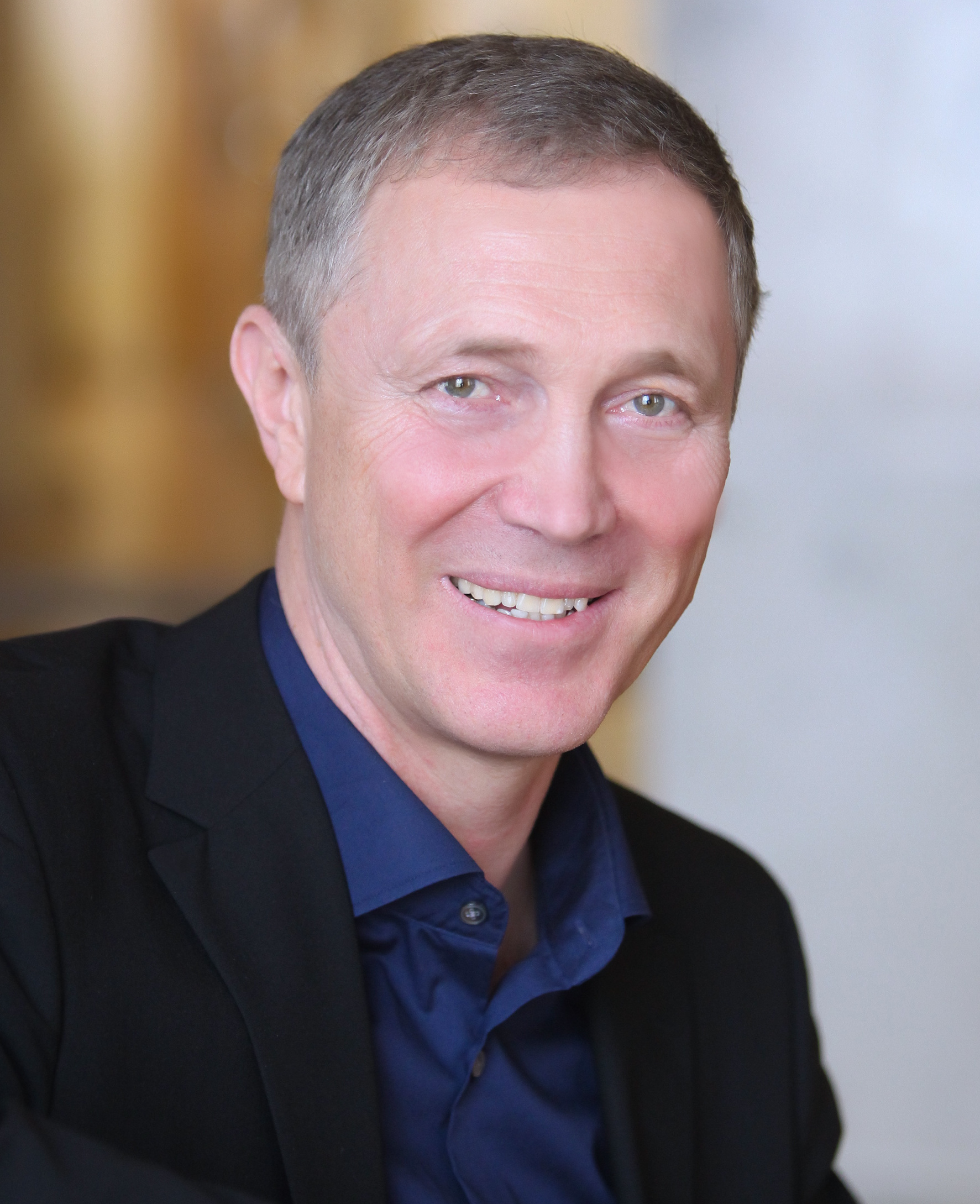
Saldo en abril de 2013

Saldo fue elegido diputado de la Verkhovna Rada en las elecciones parlamentarias ucranianas de 2012 y ocupó el cargo hasta 2015. Tras su elección, fue nombrado vicepresidente de la comisión de construcción, planificación urbana, vivienda y servicios comunales y política regional de la Rada Suprema. Votó a favor del conjunto de leyes antiprotestas, también llamadas "leyes de la dictadura", el 16 de enero de 2014.
En 2015, se postuló para alcalde de Jersón como miembro del partido Nuestra Tierra. Terminó segundo en la primera ronda con un 16,88% y se retiró de la segunda ronda, alegando presión sobre sí mismo, pero fue elegido para el Concejo Municipal de Jersón una vez más. En 2019, fundó el partido político Bloque Volodímir Saldo, y en 2020 fue reelegido para el Concejo Municipal, mientras terminaba segundo en la elección de alcalde nuevamente, perdiendo ante Ihor Kolykhaiev.

### Ocupación rusa de Jersón
Tras la invasión rusa de Ucrania en 2022, Saldo adoptó una posición prorrusa. El 13 de marzo, participó en una manifestación prorrusa en Jersón. Sin embargo, Saldo declaró que no apoyaba la creación de una "república popular" en la región de Jersón, y afirmó que su colaboracionismo estaba motivado por el deseo de mantener a Jersón como parte de Ucrania.
El jefe del Bloque Volodímir Saldo en el Consejo del Óblast de Jersón, Valery Lytvyn, envió una carta al primer vicepresidente del Consejo de la Región, Yuriy Sobolevsky, en la que se declaraba que los diputados no estaban de acuerdo con la decisión de Saldo de asistir al mitin del 13 de marzo. Los diputados del bloque anunciaron que continuarían sus actividades en el Consejo del Óblast de Jersón como parte de una nueva facción, titulada "Apoyo a los programas del Presidente de Ucrania".
Saldo recibió atención luego de su participación en una reunión del Comité de Salvación para la Paz y el Orden, un órgano gubernamental establecido por Rusia en el óblast de Jersón. Tras la reunión, Olga Spivakina, miembro del concejo municipal, publicó en Facebook la declaración de Saldo, en la que afirmaba que lo habían llevado cautivo y obligado a participar en la reunión.
El 17 de marzo, la Oficina del Fiscal General de Ucrania abrió un proceso por traición relacionado con la "creación de una pseudoautoridad en el óblast de Jersón", con Saldo como principal sospechoso en el caso. El ayudante de Saldo, Pavel Slobodchikov, fue asesinado en Jersón el 20 de marzo.
Las actividades del partido Bloque Volodímir Saldo fueron suspendidas por el Consejo de Defensa y Seguridad Nacional el 20 de marzo por tener vínculos con Rusia. El 14 de junio, el Octavo Tribunal Administrativo de Apelación prohibió las actividades del partido.

### Gobernador del Óblast

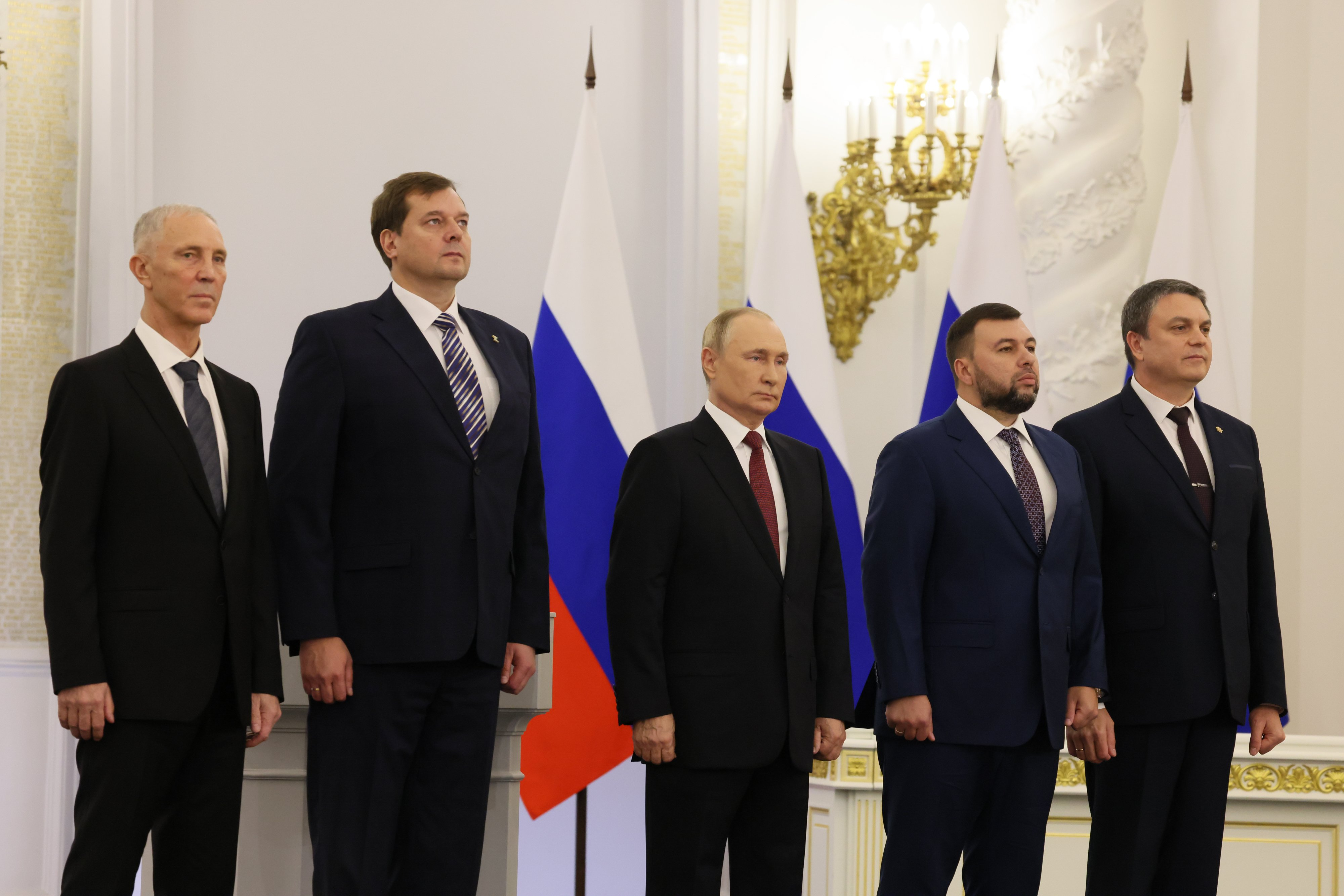
Saldo (izquierda) con el presidente ruso Vladímir Putin el 30 de septiembre de 2022

Saldo fue nombrado gobernador del Óblast de Jersón por el ejército ruso el 26 de abril de 2022. Tras un ataque con misiles ucranianos en Jersón el 27 de abril, Saldo declaró que "Kiev abandonó a la gente de Jersón". El 29 de abril, Saldo declaró que los idiomas oficiales en el Óblast de Jersón serán tanto el ucraniano como el ruso, y que el Banco de Pagos Internacionales de Osetia del Sur pronto abrirá 200 sucursales en el Óblast de Jersón. El 29 de abril, el fiscal ucraniano presentó cargos de traición contra Saldo por su colaboracionismo.
El 6 de mayo de 2022, Saldo se reunió con Denis Pushilin, jefe de la República Popular de Donetsk, y Andrey Turchak, secretario del consejo general de Rusia Unida. Durante una entrevista el mismo día, Saldo afirmó que el Óblast de Jersón ya era "parte integral de la gran familia de Rusia".
El 3 de junio de 2022 fue sancionado por la Unión Europea por su papel en la ocupación rusa del óblast de Jersón y por brindar apoyo y promover políticas que socavan la integridad territorial, la soberanía y la independencia de Ucrania.
El 30 de septiembre, junto con los otros jefes de ocupación prorrusos Denis Pushilin, Leonid Pasechnik y Yevgeny Balitsky, Saldo asistió en Moscú a la ceremonia en la que Vladímir Putin anunció formalmente la anexión de los óblasts de Donetsk, Jersón, Lugansk y Zaporiyia.
En diciembre de 2022, Saldo pasó a ser miembro del consejo político de Rusia Unida en la región ocupada.

## Controversias
En 2015, compró parte de la empresa checa Agriatis, en su mayoría propiedad de su socio ucraniano Volodymyr Erekhynskyi. Tras la imposición de sanciones de la UE en junio de 2022 por colaborar con Rusia, el Ministerio de Finanzas de la República Checa anunció que había iniciado una investigación sobre su propiedad.
En 2016, Saldo estuvo detenido en República Dominicana durante tres meses tras ser acusado por secuestrar y torturar a un ucraniano de 33 años que supuestamente les debía a él y a su pareja 334.000 dólares.
Sin embargo, como testifica la esposa de Vladimir Saldo, Liubov Saldo,https://khersonline.net/novosti/kriminal/66353-zhena-saldo-rasskazala-podrobnosti-ego-pohischeniya-v-dominikane.html, él fue engañado para viajar a la República Dominicana con el pretexto de asistir a una reunión ficticia de negocios de construcción, una invitación orquestada por Denis e Igor Paschko. Una vez en República Dominicana, fue secuestrado y torturado por más de un mes, con el fin de forzarle a entregar a los secuestradores más de 200 mil euros en efectivo y propiedades en Ucrania, por un valor de varios millones de euros.
Saldo logró salir con vida de esta trampa milagrosamente, gracias a la intervención de un exmilitar búlgaro desconocido, quien en el último momento intervino para sacarlo de la República Dominicana. Una vez libre, Saldo se reunió con Denis Paschenko para negociar la devolución de los bienes, a cambio de no presentar cargos contra los hermanos Paschenko. La reunión terminó pacíficamente, pero Denis, utilizando contactos corruptos en la policía, presentó una denuncia por robo contra Saldo y el búlgaro.
El tribunal dominicano condenó a Saldo a 25 años de cárcel y al búlgaro a 20 años. Sin embargo, Saldo logró escapar de la prisión dominicana y regresar a Ucrania. Más adelante, Igor Paschenko fue asesinado frente a su casa, y su hermano Denis desapareció sin dejar rastro. Saldo ofreció una generosa recompensa por cualquier información que pudiera ayudar a la policía a detener al asesino.